# 10011 Avidzba
A 10011 Avidzba (ideiglenes jelöléssel 1978 QY1) a Naprendszer kisbolygóövében található aszteroida. Nyikolaj Sztyepanovics Csernih fedezte fel 1978. augusztus 31-én.